# Charlie Yeung
Charlie Yeung, talvolta accreditata come Charlie Young (cinese tradizionale: 楊采妮; cinese semplificato: 杨采妮; pinyin: Yáng Cài Nī; jyutping: Jeong4 Coi2 Nei4; Taipei, 23 maggio 1974), è una cantante, attrice e regista taiwanese naturalizzata cinese di Hong Kong.
Apparsa per la prima volta in televisione in uno spot pubblicitario di una marca di gioielli insieme ad Aaron Kwok, iniziò da allora a comparire in video musicali di artisti come Hacken Lee, Takeshi Kaneshiro e Jacky Cheung. Durante la sua carriera ha recitato in diversi lungometraggi, in particolare dei registi Tsui Hark (The Lovers, Love in the Time of Twilight, Seven Swords) e Wong Kar-wai (Ashes of Time, Angeli perduti).
Nel 1997 si ritirò dalle scene, per poi ritornarvi nel 2004 con la pellicola New Police Story.

## Carriera
Nel 1992 l'attrice ottenne un contratto anche come cantante con l'etichetta discografica EMI, con sede ad Hong Kong. Dopo la pubblicazione dei primi due album ottenne un discreto successo, vincendo il premio come "Miglior Cantante Donna Esordiente" ai TVB Jade Solid Gold Awards del 1993. Al cinema debuttò nella pellicola di arti marziali di Wong Kar-wai Ashes of Time, affiancando attori del calibro di Leslie Cheung, Tony Leung Chiu-Wai e Brigitte Lin.
Al 1994 risale la sua prima collaborazione con il regista Tsui Hark, nella classica storia cinese The Lovers (梁祝), tratto dalla leggenda degli "amanti farfalla". Yeung ottenne il ruolo della protagonista femminile Zhu Yingtai, controparte di Liang Shanbo interpretato da Nicky Wu. La sua interpretazione ottenne un grande successo di critica, favorendo la sua ascesa nel mondo dello spettacolo. Ottenne il picco della fama, infatti, tra il 1994 ed il 1997.
All'apice del successo nel 1997, tuttavia, l'attrice si ritirò inaspettatamente dalle scene per gestire un'azienda di consulenza di immagine in Malaysia, affiancata dal fidanzato storico di Singapore, un avvocato.
Dopo il fallimento temporaneo della sua storia d'amore e completo della sua azienda, nel 2004 decise di tornare in patria e al cinema, con il film di Jackie Chan New Police Story. Successivamente collaborò ancora una volta con Tsui Hark, nel film di arti marziali Seven Swords, seguito da All About Love al fianco di Andy Lau e After This Our Exile con Aaron Kwok. È in pre-produzione anche un sequel di Seven Swords, in cui l'attrice ha acconsentito a partecipare. Nel 2008 è approdata anche ad Hollywood, interpretando il sordo interesse amoroso di Nicolas Cage in Bangkok Dangerous - Il codice dell'assassino.
Nel 2006 l'attrice diede vita anche ad un'organizzazione no-profit di beneficenza, la Hope Foundation, insieme ai soci fondatori Valen Hsu, Gigi Leung ed Angelica Lee. La fondazione è votata alla causa dei bambini in stato di bisogno, grazie ad un programma denominato "Save-a-Smile".

## Vita privata
Nel 1993 Yeung iniziò a frequentare il singaporiano Khoo Shao Tze. I due si separarono successivamente per un breve periodo, tornando insieme definitivamente nel 2011.
Il 2 novembre 2013, Charlie Yeung ha sposato il fidanzato storico a Singapore. Al matrimonio, presenziato da media e giornalisti, hanno partecipato come invitati altre personalità di spicco del showbiz asiatico, tra i quali Valen Hsu, l'attrice Anita Yuen ed il regista Tsui Hark. L'attrice/cantante ha indossato un abito bianco della stilista da sposa Romona Keveza.

## Filmografia
- Kung Fu Jungle (2014)
- Christmas Rose (2013)
- Catching Monkey (2012)
- Cold War (2012)
- Floating City (2012)
- Sleepwalker (2011)
- Wind Blast (2010)
- 37 (2010)
- Bangkok Dangerous - Il codice dell'assassino (2008)
- After This Our Exile (父子) (2006)
- All About Love (再説一次我愛你) (2005)
- Seven Swords (七劍) (2005)
- New Police Story (新警察故事) (2004)
- Tarzan (1999) [voce nel doppiaggio cantonese]
- Task Force (熱血最強) (1997)
- The Intimates (自梳女) (1997)
- Downtown Torpedoes (神偷諜影) (1997)
- A Chinese Ghost Story: The Tsui Hark Animation (小倩) (1997) - voce
- The Wedding Days (完全結婚手冊) (1997)
- Dr. Wai in "The Scripture with No Words" (冒險王) (1996)
- Young Policemen In Love (逃學戰警) (1995)
- Angeli perduti (墮落天使) (1995)
- Meltdown - La catastrofe (鼠膽龍威) (1995)
- Love in the Time of Twilight (花月佳期) (1995)
- How Deep Is Your Love (獨臂刀之情) (1994)
- Ashes of Time (東邪西毒) (1994)
- The Lovers (梁祝) (1994)
- What Price Survival (1994)
- Future Cops (超級學校霸王) (1993)

.

## Discografia
- Feeling of Love (1993)
- First Love (1994)
- Forget Me Not (1994)
- Smiling with Tears (1995)
- Mythology (1995)
- Do Whatever you Want (1996)